# قراتورة (مقاطعة ديواندرة)
قراتورة (بالفارسية: قراتوره) هي قرية تقع في قسم قراتورة الريفي (مقاطعة ديواندرة) في إيران. يقدر عدد سكانها بـ 162 نسمة بحسب إحصاء 2016.